# 弗里茨·斯彭格勒
弗里茨·斯彭格勒（德語：Fritz Spengler，1908年9月6日—2003年3月10日），德国男子手球运动员。他曾代表德国参加1936年夏季奥林匹克运动会手球比赛，获得一枚金牌，他在其中两场比赛期间有上场。